# Língua shui
Shui (chinês tradicional: 水語, chinês simplificado: 水语, pinyin: shuǐ yǔ) é uma língua Kam–Sui da família das Kra–Dai falada pelo povo Shui da província chinesa de of Guizhou. Conforme Ethnologue, era falada em 1999 por cerca de 200 mil pessoas. Shui é única por seu rico inventário de consoantes, com o dialeto Sandong (三洞) tendo 70  sons consoantes. A língua também tem sua própria escrita, conhecida como "Shuishu" (水書) em chinêse, a qual é usada com objetivo ritual.
Algumas características regionalmente atípicas da língua shui incluem nasais tênuissem voz (hm, hn), oclusivas palatais, oclusivas post-velares uvulares, oclusivas pré-nasalizadas (mb, nd) e oclusivas pré-glotalizadas e nasais (Ex.: ʔb, ʔm).

## Dialetos

### China
A língua shui é dividida em três dialetos com pequenas diferenças (Wei & Edmondson 2008).
- Sandong 三洞, falado por 90% dos falantes.
  - Sandu Shui – Condado Autônomo: Sāndòng 三洞, Shǔilóng 水龙, Zhōnghé 中和, Miáocǎo 苗草, Bàjiē 坝街, Jiǎdǎo 甲倒, Shíqí 石奇, Jiāróng 佳荣, Héngfēng 恒丰, Zhōuqín 周覃, Jiǔqiān 九仟, Tángzhōu 塘州, Yángméng 阳蒙
  - municipalidade Libo: Yáoqìng 瑶庆
  - municipalidade Dushan: Wēnquán 温泉 (Tiānxīng 天星)
  - municipalidade Rongjiang
  - municipalidade Congjiang
- Yang'an 阳安
  - municipalidades em Shui Condado: Yáng'ān 阳安, Yángluò 羊洛, Línqiáo 林桥
  - municipalidade Dushan: Dǒngmiǎo 董渺
- Pandong 潘洞
  - municipalidade Duyun : Pāndòng 潘洞
  - municipalidade Dushan: Wēngtái 翁台

Na listagem das municipalidades dase divisões administrativas de Guangxi, o shui é falado por cerca de 7.000 pessoas no município Hechi e  1900 em municipalidade Nandan (Ex.: in Longmazhuang 龙马庄 def Liuzhai 六寨镇, com auto nome pu˦ sui˧).
No entanto, Castro] propõe que o dialeto de Sandong seja dividido em mais dois subdialetos, Central (falado na municipalidade Sandu Shui) e Sul (falado em municipalidade Libo). Os falantes de shui do sul também são culturalmente diferenciados por celebrar o festival  Maox  em vez do festival  Dwac , que é celebrado por todos os outros grupos shui. Abaixo estão algumas aldeias representativas do Sui Central e do Sul. Castro & Pan (2014) adicionam mais dois dialetos ao aglomerado de Sandong, a saber, leste e oeste.
Castro & Pan (2014) consideram Sandong consistindo em quatro subdialetos, a saber: Oriental, Ocidental, Central e Meridional, fornecendo os seguintes detalhes
.*Sandong 三洞
- - Leste
    - Zenlei, Dujiang, municipalidade Sandu Shui, Condado Sandu (三都县都江镇怎累村上村)
    - Dangmin, Renli municipalidade, municipalidade Rongjiang (榕江县仁里水族乡党民村)
    - Guyi, Sanjiang municipalidade, municipalidade Rongjiang (榕江县三江水族乡故衣村上寨)

  - Oeste
    - Meiyu, Tangzhou, municipalidade Sandu Shui, Condado (三都县塘州乡枚育村)
    - Xinyang, Tingpa, municipalidade Sandu Shui Condado Autôomo|Sandu (三都县廷牌镇新仰村)
    - Antang, Tangzhou municipalidade, municipalidade Sandu Shu, Condado Sandu (三都县塘州乡安塘村)

  - Central
    - Shuigen, Sandong, municipalidade, Sandu Shui, Condado Sandu (三都县三洞乡水根村)
    - Hezhai, Zhonghe, municipalidade Sandu Shui, Condado Sandu (三都县中和镇中和村和寨)

  - Southern
    - Guchang, Jiuqian, municipalidade Sandu Shui, Condado Sandu (三都县九阡镇姑偿村)
    - Laliang, Jiarong, municipalidade Libo (荔波县佳荣镇拉亮村)
    - Shuiyao village, Shuiyao municipalidade Libo (荔波县水尧水族乡水尧村)
    - Shuiwei village, Shuiwei municipalidade Rongjiang (榕江县水尾水族乡水尾村)
- Yang'an 阳安
  - Banliang, Tangzhou,  municipalidade Sandu Shui, Condado Sandu(三都县塘州乡板良村)
  - Tangnian, Tanglian village, Benzhai municipalidade Dushan (独山县本寨水族乡塘联村塘年寨)
- Pandong 潘洞
  - Gaorong, Jiaoli, municipalidade Sandu Shui, Condado Sandu (三都县交梨乡高戎村)
  - Pandong, Yanghe, municipalidade Duyun (都匀市阳和水族乡潘洞村)

Usando a filogenética computacional, Castro & Pan (2014) classificam os dialetos shui da seguinte forma. Pandong foi o primeiro ramo a se separar do proto-sui, seguido por Yang'an e depois Sandong. Dentro de Sandong, o dialeto do Sul é o mais divergente.
- Sui
  - Pandong 潘洞 dialeto
  - Ramo
    - Yang'an 阳安 dialeto
    - Sandong 三洞 dialeto
      - Sul
      - (básico)
        - Oeste, Central
        - Leste

### Vietnã
O Sui também é falado na Aldeia Hồng Quang, municipalidade Chiêm, distrito Hoá, município da Província de Quang (62 km a noroeste de Chiêm Hoa). No Vietnã, os shui são conhecidos como Thủy, mas são oficialmente classificados como a Pa, dentre as  pessoas da municipalidade Pà Thẻn; O shui só era falado por 55 pessoas a partir do recenseamento vietnamita de 1982 e por cerca de 100 pessoas a partir de 2001. Desde que o idioma da municipalidade Pa-Hng (Pà Thẻn) e da municipalidade Tày também são falados em Hồng Quang,  muitos shui também são fluentes nesses dois idiomas.
Os idosos shui de Hồng Quang afirmam que oito famílias de shui migraram do Vietnã para a China de 100 a 200 anos atrás, 2 das quais já foram assimiladas a outros grupos étnicos. Edmondson & Gregerson (2001) descobriram que o dialeto shui dialeto de Hồng Quang é mais parecido com o dialeto de Shui de Sandong, no modo falado em Shilong, município Shui, municipalidade Guizhou, China.

## Fonologia
Shui apresenta 6 sons vogais, /i e ə a aː o u/. Os ditongos são  /ai̯ aːi̯ oi̯ ui̯ au̯ aːu̯ eu̯ iu̯/. Há seis ou sete tons, reduzidos a dois em sílabas fechadas (vogal no fim) Os tons usados no Condado Autônomo de Sandu shui, Guizhou, listados pelo número identificativo, são:
| # | condado Sandu shui                     | condado Sandu shui                 |
| # | descrição                              | IPA                                |
| - | -------------------------------------- | ---------------------------------- |
| 1 | baixo ascendente                       | ˩˧                                 |
| 2 | baixo descendente                      | ˧˩                                 |
| 3 | médio                                  | ˧                                  |
| 4 | alto descendente                       | ˥˧                                 |
| 5 | alto ascendente                        | ˧˥                                 |
| 6 | 6a: alto (6b: médio ascendente)        | 6a: ˥ (6b: ˨˦)                     |
| 7 | fechado alto (fechado alto ascendente) | consoante plosiva - C (longo: ˧˥C) |
| 8 | fechado descendente                    | ˦˨C                                |

O tom de sílaba fechada alternativo 7 é encontrado na vogal longa  / aːC /. O tom 8 é um tanto variável numa vogal longa, aparecendo em posições diferentes mais fechadas ou mais abertas do que o alofone curto, mas sempre caindo, como nos tons 2 e 4.
Em algumas aldeias, o tom 6 pode ser um de dois fonemas,  / ˨˦ / em palavras nativas e  / ˥ / em palavras oriundas do chinês. Na vila de Ngam, no distrito de Libo, o tom 1 é baixo  [˩], os outros como acima.
|                |                        | Labial | Denti-alveolar | Apical-alveolar | Laminal-postalveolar | Palatal | Velar | Velar | Uvular | Glotal |
| plana          | labializada            | Labial | Denti-alveolar | Apical-alveolar | Laminal-postalveolar | Palatal |       |       | Uvular | Glotal |
| -------------- | ---------------------- | ------ | -------------- | --------------- | -------------------- | ------- | ----- | ----- | ------ | ------ |
| Plosiva        | aspirada               | pʰ     | t̪ʰ             |                 |                      |         | kʰ    | kʷʰ   | qʰ     |        |
| Plosiva        | tenuis                 | p      | t̪              |                 |                      |         | k     | kʷ    | q      | ʔ      |
| Plosiva        | pré-nasalizada sonora  | ᵐb     | ⁿd̪             |                 |                      |         | (ɡ)   | (?)   | (ɢ)    |        |
| Plosiva        | pre-glotalizada sonora | ʔb     |                | ʔd              |                      |         | (ʔɡ)  |       |        |        |
| Africada       | aspirada               |        | t̪sʰ            |                 | tʃʰ                  |         |       |       |        |        |
| Africada       | tenuis                 |        | t̪s             |                 | tʃ                   |         |       |       |        |        |
| Fricativa      | surda                  | f ~ ɸ  |                | s               | ʃ                    |         | (x)   |       |        | h      |
| Fricativa      | sonora                 |        |                | z               |                      |         |       |       |        |        |
| Nasal oclusiva | tenuis                 | m̥      | n̪̥              |                 |                      | ɲ̊       | ŋ̊     | ŋ̊ʷ    |        |        |
| Nasal oclusiva | sonora                 | m      | n̪              |                 |                      | ɲ       | ŋ     | ŋʷ    |        |        |
| Nasal oclusiva | glotalizada            | ʔm     |                | ʔn              |                      |         | ʔɲ    | ʔŋ    |        |        |
| Aproximante    | sonora                 | ʋ ~ w  |                | l               |                      | j       | ɣ     |       | ʁ      |        |
| Aproximante    | glotalizada            |        |                |                 |                      | ʔj      | ʔɣ    | ʔw    |        |        |

Consoante apresentadas acima entre parênteses foram relatados pelo estudo de dialetos feito em 1956  Shuiyu diaocha baogao , mas não na pesquisa de 1942 de Li Fang Kuei no Condado de Libo. (Labio-velares não foram listadas separadamente, pois não está claro se essas também existiam.)
As post-alveolares laminares não são palatalizadas como nas correspondentes do Mandarim  / tɕ /,  / tɕʰ /.  / w / que são classificadas como labiais porque podem ser seguidas por uma semivogal  / j /. As oclusivas pré-nasalizadas têm nasalização curta. As nasais sem voz são na verdade expressas no final da sílaba, já que a maioria das nasais stenuis existem na maioria das línguas. As oclusivas glotais são realmente pré-glotalizadas, não ejetivas ou sussurradas. As gamas foram descritas como fricativas, mas aqui foram colocadas como aproximantes por questão de alofonia com pré-glotalizadas e a frequente ambiguidade entre fricativas dorsais e aproximantes.
Em vários locais do condado autônomo de Sandu shui, as consoantes pré-glotalizadas sonoras ou surdas não existem, tendo-se fundido com as demais consoantes.
A estrutura da sílaba é Consoante ou /J/, Vogal,  Tom </ sup>, onde / j / pode seguir uma labial ou coronal, diferente de  / m̥ ʔm / (e  / ʔw /) e africadas. ( / tsj, tsʰj, tsw, tsʰw / ocorrem em palavras oriundas do chinêss.) Todas as sílabas começam com uma consoante, a menos que a  [ʔ] inicial seja analisada como detalhe fonético de uma vogal inicial. A “C” final é sempre uma das  / p t k m n ŋ /. /}}. As plosivas finais são ambas não-fonêmicas (têm fechamento glotal) e não são percebidas na fala; a coronal é alveolar apical:  [ʔ͡p̚, ʔ͡t̚, ʔ͡k̚]. Essas reduzem às possibilidades de tons a dois, "tons" 7 ou 8.

## Escrita
O Shui pode ser escrito com sua própria grafia ou como o alfabeto latino acrescido das formas by, dv, dy, ee, fy, gh, gn, gv, hg, hgn, hm, hmy, hn., hng, hny, kv, lv, ly, mb, mby, my, nv, ndv, ng, ngv, ny, py, qb, qby, qd, qdv, qdy, qgn, qm, qn, qng, qngv, qny, qw, qy, qxg, sv, sy, ty, wy, xg, zy para expressar sua complexa fonologia.

### Escrita Sui

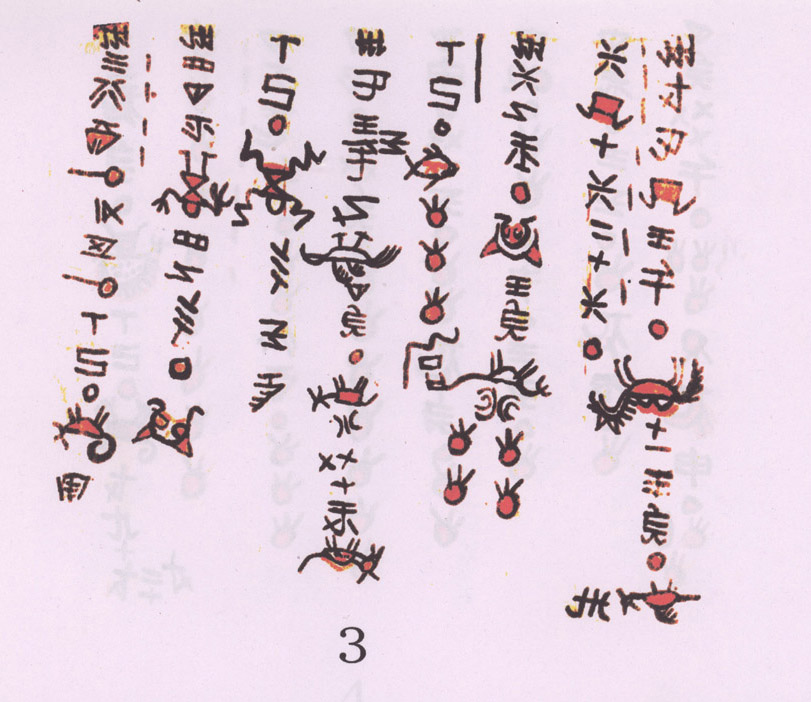
Escrita shui

A escrita Shui (Sui: le1 sui3, - “水书”及其造字方法研究,黔南民族师范学院学报, 2005年25卷1期, [[chinês simplificado: 水书, chinês tradicional: 水書, Pinyin: Shuǐshū)) é uma escrita de logogramas com caracteres pictogramas que são usados para escrever a língua shui (Wei 2003:xxix). No entanto, tradicionalmente, apenas os xamãs estão familiarizados com o sistema de escrita, que não é utilizado para o uso diário por pessoas shui comuns. Este sistema é usado para fins de geomancia e adivinhação. Existem pelo menos 500 caracteres shui diferentes, conhecidos como  le1 sui3  na linguagem shui (Wei 2003: xxix). Segundo a tradição, esses caracteres foram criados por  ljok8 to2 qong5  (chinês Lù Duógōng 陸 鐸 公). Alguns desses são representações pictóricas, como de um pássaro ou um peixe, e alguns são representações esquemáticas de uma qualidade característica, como um caracol representado por um desenho de uma espiral curvada para dentro. Muitos desses caractees parecem ser originários de caracteres chineses e são invertidos horizontalmente, aparentemente para aumentar seu poder sobrenatural. Hoje, os shui usam o chinês escrito para suas atividades diárias.
A escrita shui está em grave perigo de extinção, embora o governo chinês esteja atualmente tentando revitalizá-la. Em 2006, Shuishu foi colocado na lista do patrimônio cultural imaterial chinês.